# MIQ
MIQ（みく、1956年10月3日 - ）は、歌手・ボーカルトレーナー。東京都出身。血液型はAB型。所属事務所はhiMe story。

## 人物
東京都に生まれ、3歳から18歳まで鳥取県気高郡気高町浜村（現：鳥取県鳥取市気高町浜村）で育つ。
早稲田大学文学部在学中より、松浦竹夫演劇研究所、平尾昌晃歌謡教室に通う。その傍らソウル・バンド｢テイク・イージー｣のボーカリストとして活動。渋谷公園通り音楽祭、湘南フェスティバル等において、その歌唱力で脚光を浴びる。その後、大学は2年で中退。
1982年、MIO（みお）の歌手名でテレビアニメ『戦闘メカ ザブングル』の挿入歌｢Hey You｣でキングレコードよりデビュー。
MIOの名はカンツォーネ曲の｢アモーレ・ミオ｣に由来する（ザテレビジョン1984.1.28〜2.3号より）。
その他、1983年にテレビアニメ『聖戦士ダンバイン』のOP｢ダンバインとぶ｣／ED｢みえるだろうバイストン・ウェル｣、1984年にテレビアニメ『重戦機エルガイム』のOP｢エルガイム-Time for L-Gaim-｣／ED｢スターライト・シャワー｣など、数々のアニメソングを歌唱。
1983年には、アニメファン層向け雑誌｢アニメージュ｣の第6回アニメグランプリ女性歌手部門で第1位、翌1984年の第7回では同部門で第2位を受賞。
テレビアニメ『聖戦士ダンバイン』第33話｢マシン展開｣に、バルベラ役としてゲスト出演。
1984年、後楽園・ダンシングR&B NIGHTに唯一の女性シンガーとして出演し、スタイリスティックス、バブルガムブラザーズらと共演。
アニメ以外でも、｢ヨドバシカメラの歌｣を1990年より歌唱。店舗によっては他歌手に変更されている場合もあるが、多くの店舗でMIQのバージョンが流されている。
1994年・1995年、アメリカ東海岸で2年連続コンサートを開催。
1997年、アニメソングのライブコンサート｢スーパーロボット魂｣ライブの初回へ参加。以降も同ライブの中核メンバーとして毎年参加している。
2001年、歌手名をMIOからMIQ（みく）に改名。
2007年より鳥取市観光大使を歴任。
2009年7月、CD｢GUNDAM 30th ANNIVERSARY I, Senshi 〜哀 戦士 トリビュート｣にて、井上大輔の｢哀 戦士｣をカバー。
2010年2月、アニメ『天体戦士サンレッド』の挿入曲｢鳥取戦士サキューンのテーマ -MIQ ver.-｣を発売し、地元鳥取の活性化に貢献。
2011年4月よりhiMe storyに所属。
2011年、キングレコードより｢MIO(MIQ)パーフェクト・ベスト｣発売。
2012年、デビュー30周年を迎え、オリジナルアルバムリイシュー｢STARLIGHT SHOWER｣｢Mr.Monday Morning｣を発売。デビュー30周年記念コンサートをなかのZEROホールにて開催。
2012年より『とっとりふるさと大使』を務める。
2014年、アーケードカードゲーム「ガンダムトライエイジ BUILD G」テーマ曲｢Build up TRYAGE｣を歌唱。
2017年、デビュー35周年を迎える。
2018年6月8日広島市民球場（MAZDA Zoom-Zoom スタジアム広島）にて国歌斉唱。
2022年、デビュー40周年を迎える。
2024年1月7日デビュー40周年記念コンサート東京公演、3月9日大阪公演開催。同年1月7日初となるセルフカバーアルバム「＋1新たな伝説へ」発売。MIQの人気曲の中から選りすぐりアレンジもヴォーカルも新たに収録。

## 代表曲
- HEY YOU／わすれ草（『戦闘メカ ザブングル』）
- ダンバインとぶ／みえるだろうバイストン・ウェル（『聖戦士ダンバイン』）

オリコン「TVマンガ・童謡部門」年間2位（1983年度）
- GET IT!／Coming Hey You（『ザブングルグラフィティ』）
- Why（『ダンシング・ザブングル』）
- エルガイム-Time for L-GAIM-／スターライト・シャワー（『重戦機エルガイム』）

※ オリコンチャートで自己最高の16位（1984年2月27日付）を記録した。
- 不思議CALL ME／夢銀河（『星銃士ビスマルク』）
- Good-bye, Lonely Blue／悲しみのDestiny（『エリア88 ACT1 裏切りの大空』『エリア88 ACT2 狼たちの条件』）
- PATLABOR'99／正義が恋人〜野明（のあ）のバラード（『機動警察パトレイバー Vol.6 INTENTION』）
- FUTURE-RETRO HERO（『宇宙英雄物語』）
- 永遠よりも（『3×3EYES 人之巻』）
- MEN OF DESTINY／Evergreen（『機動戦士ガンダム0083 STARDUST MEMORY』）
- あなただけSOME-LINE（『鉄甲巨兵 SOME-LINE』）
- TIME TO COME（『第4次スーパーロボット大戦』）
- 熱風!疾風!サイバスター（『魔装機神シリーズ』）
- ヨドバシカメラの歌（ヨドバシカメライメージソング）
- キラリ・夏・合宿（『夏色剣術小町』）
- 絢爛たる逆襲の救世主（『70年代風ロボットアニメ ゲッP-X』）
- ICE MAN（『スーパーロボット大戦α』）
- Chain Reaction（『絆－KIZUNA－II』）
- 最強勇者ロボ軍団-Ladies-（『勇者王ガオガイガーFINAL』）
- 銀河の果てまで（『特撮王〜フォーエバー渡辺宙明〜』）
- SEVENTH MOON（『MACROSS THE TRIBUTE』）
- 瞬間（せつな）（『エンジェル・ハート ヴォーカルコレクション Vol.2』）
- 過激気!（『獣拳戦隊ゲキレンジャー』）
- 鳥取戦士サキューンのテーマ-MIQ ver.-（『天体戦士サンレッド』）
- ラビリンス（『武装神姫 BATTLE MASTERS Mk.2』）

## アルバム

### オリジナル・アルバム
- スターライト・シャワー（1984年7月5日）
- I LOVE EXCITING MINI（1984年） - ミニアルバム
- Mr. Monday Morning（1985年12月）
- aesthetic（1986年7月）
- Best of MIQ-MIQUEST-魂は刻をこえて・・・（2005年1月7日）
- STARLIGHT SHOWER（2012年7月25日）
- Mr. Monday Morning（2012年7月25日）

### ベスト・アルバム
- MIO(MIQ)パーフェクト・ベスト（2011年6月8日）

### カバー・アルバム
- ＋1新たな伝説へ（2024年1月7日） - セルフカバーアルバム。代表作の中から選出した9曲を新録。更に40周年を記念した新曲を加えた全10曲を収録